# Les anges ne dorment pas
Pour plus de détails, voir Fiche technique et Distribution.
Les anges ne dorment pas (Angels Don't Sleep Here) est un thriller américain réalisé et écrit par Paul Cade, produit par Uwe Boll, sorti en 2001.

## Synopsis
L'intrigue suit l'histoire d'un homme accusé à tort de meurtre. Alors qu'il tente de prouver son innocence, il découvre que son frère jumeau, qu'il croyait mort, est en vie et cherche à se venger des responsables d'un complot qui l'a presque tué.

## Fiche technique
- Titre : Les anges ne dorment pas
- Titre original : Angels Don't Sleep Here
- Réalisation : Paul Cade
- Scénario : Paul Cade
- Production : Silverline Pictures
- Producteur : Uwe Boll
- Musique : William V Malpede
- Pays d'origine :  États-Unis
- Langue originale : Anglais
- Genre : Thriller
- Date de sortie : 2001

## Distribution
- Dana Ashbrook
- Kelly Rutherford
- Roy Scheider

## Réception
Le film est un thriller psychologique explorant les thèmes de la vengeance et de la rédemption. Bien que produit avec un budget limité, il a attiré un public intéressé par les histoires complexes de manipulation et de trahison.